# قائمة نظم الحكومات
تضم هذه القائمة نظم الحكومات و‌النظم السياسية وفق سلسلة من طرق تصنيفها المختلفة. إدراج أي دولة ضمن أي من هذه النظم أدناه لا يعني أنها لا تندرج تحت نظام آخر، وغالباً ما تكون التعريفات متداخلة.

## أشكال الحكومة حسب هيكلية السلطة
| المصطلح      | التعريف | أمثلة                                                                         |
| ------------ | --- | ----------------------------------------------------------------------------- |
| لا سلطة      | مجتمع بدون حكومة أو سلطة سياسية مفروضة علنًا. يقال أحيانًا أنها لا تعتبر حكم؛ بل هي بنية تسعى إلى جمعيات تطوعية غير هرمية بين الوكلاء. اللاسلطة هي حالة لا توجد فيها دولة. يمكن أن تكون هذه نتيجة طبيعية ومؤقتة للحرب الأهلية في بلد ما ، عندما يتم تدمير دولة قائمة وتكون المنطقة في فترة انتقالية بدون قيادة نهائية. بدلاً من ذلك، تم تقديمه كخيار قابل للتطبيق على المدى الطويل من قبل الأفراد المعروفين باللاسلطويين الذين يعارضون الدولة وغيرها من أشكال التسلسل الهرمي القسري. يعتقد هؤلاء الأفراد عادة أن الناس يجب أن ينتظموا في جمعيات تطوعية غير هرمية حيث يساعد الناس بعضهم البعض طواعية ‏. هناك أشكال مختلفة من اللاسلطوية تحاول تجنب استخدام الإكراه والعنف والقوة والسلطة، بينما لا تزال تنتج مجتمعاً منتجاً ومرغوباً. | - مجلس الدفاع الإقليمي لأراغون ‏ (1936–1937) - كتالونيا اللاسلطوية (1936–1939) |
| كونفدرالية   | الكونفدرالية (المعروف أيضًا باسم الاتحاد الكونفدرالي أو العصبة) هو اتحاد دول ذات سيادة، متحداً لأغراض العمل المشترك غالباً فيما يتعلق بالدول الأخرى. عادة ما يتم إنشاء اتحادات الدول بموجب معاهدة، وتميل إلى أن يتم تأسيسها للتعامل مع القضايا الحرجة، مثل الدفاع أو العلاقات الخارجية أو التجارة الداخلية أو العملة، مع مطالبة الحكومة المركزية بتقديم الدعم لجميع أعضائها. يمثل الاتحاد شكلاً رئيسياً من أشكال المنظمات الحكومية الدولية، ويتم تعريف هذا على أنه "أي شكل من أشكال التفاعل بين الدول والذي يحدث على أساس الاستقلال السيادي أو الحكومي. يعتبر الاتحاد بمثابة اتحاد تقريباً مع كون الحكومة الفيدرالية عبارة عن مجموعة أو تحالف لجميع الدول.                                                                          | - الاتحاد السويسري القديم (حوالي 1300–1798) - صربيا والجبل الأسود (2003–2006) |
| دولة مركزية  | الدولة المركزية هي دولة تحكمها سلطة واحدة تكون فيها الحكومة المركزية هي العليا في نهاية المطاف وأي تقسيمات إدارية (وحدات وطنية فرعية) تمارس فقط السلطات التي تختارها الحكومة المركزية لتفويضها. غالبية الدول في العالم لديها نظام حكم موحد. من بين 193 دولة عضو في الأمم المتحدة، هناك 165 دولة تحكمها دول موحدة. | - إندونيسيا - فرنسا - مصر                                                     |
| دولة اتحادية | الدولة الاتحادية (المعروفة أيضاً باسم الدولة الفيدرالية) هي كيان سياسي يتميز باتحاد ولايات ذات حكم ذاتي جزئياً أو مناطق تحت حكومة مركزية (فيدرالية). في الاتحاد الفيدرالي، عادة ما يكون وضع الحكم الذاتي للولايات المكونة، وكذلك تقسيم السلطة بينها وبين الحكومة المركزية، مرسخاً دستورياً ولا يجوز تغييره بقرار من جانب واحد من أي طرف أو الولايات أو الهيئة السياسية الفيدرالية. بدلاً من ذلك، الاتحاد هو شكل من أشكال الحكومة يتم فيه تقسيم السلطة السيادية رسمياً بين سلطة مركزية وعدد من المناطق المكونة بحيث تحتفظ كل منطقة بدرجة معينة من السيطرة على شؤونها الداخلية. | - الولايات المتحدة - المكسيك - روسيا - أستراليا                               |

## أشكال الحكومة حسب مصدر السلطة
| المصطلح    | وصف | أمثلة                                                                              |
| ---------- | --- | ---------------------------------------------------------------------------------- |
| أوتوقراطية | الأوتوقراطية هي نظام حكم تتركز فيه السلطة (الاجتماعية والسياسية) في يد شخص أو كيان سياسي واحد، لا تخضع قراراته لقيود قانونية خارجية ولا آليات منظمة للسيطرة الشعبية (باستثناء ربما التهديد الضمني بانقلاب أو تمرد جماهيري). الملكية المطلقة (مثل المملكة العربية السعودية والإمارات العربية المتحدة وسلطنة عمان وبروناي وإسواتيني) والديكتاتوريات (بما في ذلك كوريا الشمالية أيضًا) هي الأشكال الرئيسية الحديثة للأوتوقراطية. | - إمبراطورية الآزتيك - الإمبراطورية البريطانية - المملكة العربية السعودية - بروناي |
| ديمقراطية  | الديمقراطية ، التي تعني "حكم الشعب"، هي نظام حكم يمارس فيه المواطنون السلطة مباشرة أو ينتخبون ممثلين من بينهم لتشكيل هيئة حاكمة، مثل البرلمان. يشار إلى الديمقراطية أحياناً باسم "حكم الأغلبية". الديمقراطية هي نظام لمعالجة النزاعات حيث تعتمد النتائج على ما يفعله المشاركون، ولكن لا توجد قوة واحدة تتحكم في ما يحدث ونتائجه. وهذا يشمل قدرة المواطنين على التصويت لقوانين وقيادات مختلفة.                                 | - الولايات المتحدة - الهند - فرنسا - ألمانيا                                       |
| أوليغارشية | الأوليغارشية، كما تسمى "حكم الأقلية"، هي شكل من أشكال هيكلية السلطة ‏ التي يملك فيها عدد قليل من الناس السلطة. قد يتميز هؤلاء الأشخاص بالنبل أو الثروة أو الروابط الأسرية أو التعليم أو السيطرة الدينية أو العسكرية أو السيطرة على الشركات. غالبًا ما يتم التحكم في مثل هذه الحالات من قبل العائلات التي عادةً ما تنقل نفوذها من جيل إلى آخر، ولكن الوراثة ليست شرطًا ضروريًا لتطبيق هذا المصطلح.                                 | - جنوب أفريقيا (1948–1994)                                                         |

### أنواع الديمقراطية
في الديمقراطيات، يتم تزويد نسب كبيرة من السكان بالوسائل إما لاتخاذ القرارات بأنفسهم أو لانتخاب ممثلين لاتخاذ تلك القرارات بدلاً من ذلك. عادة، ولكن ليس بالضرورة (انظر ديمارية)، هذا يعني التصويت. تعتبر الأحزاب السياسية ذات أهمية في معظم الديمقراطيات القائمة على التصويت. سيكون للأحزاب السياسية المختلفة أفكار مختلفة حول كيفية تعامل الحكومة مع المشاكل المختلفة.
ملاحظة: هذه الفئات ليست حصرية.
العديد من الديمقراطيات عرضة لأشكال مختلفة من الانتهاكات ، والتي قد تحول الحكومة إلى حكم أوتوقراطي أو حكم الأقلية. لا تزال معظم الأنظمة الاستبدادية أو الأوليغارشية تطلق على نفسها اسم ديمقراطيات. مثال: جمهورية كوريا الديمقراطية الشعبية.
| المصطلح            | التعريف | أمثلة                                                                      |
| ------------------ | --- | -------------------------------------------------------------------------- |
| ديمارية            | أحد أشكال الديمقراطية، حيث يتم اختيار صانعي القرار عشوائياً وذلك من مجموعة شاملة واسعة من المواطنين المؤهلين. هذه المجموعات، التي يطلق عليها أحيانًا "هيئة السياسة"، أو "هيئة المواطنين"، أو "مؤتمرات التوافق"، تتخذ القرارات بشأن السياسات العامة بنفس الطريقة التي يقرر بها المحلفون القضايا الجنائية. يمكن للديموقراطية، من الناحية النظرية، التغلب على بعض المشاكل الوظيفية للديمقراطية التمثيلية التقليدية، والتي تخضع على نطاق واسع للتلاعب من قبل المصالح الخاصة والانقسام بين صانعي السياسة المحترفين (السياسيين وجماعات الضغط) مقابل جمهور ناخب سلبي إلى حد كبير، غير متدخل وغير مطلع في كثير من الأحيان. وفقاً للفيلسوف الأسترالي جون بورنهايم ‏، فإن الاختيار العشوائي لصانعي السياسة سيجعل من السهل على المواطنين العاديين المشاركة بشكل هادف، ويصعب على المصالح الخاصة إفساد العملية. استفادت الديمقراطية الأثينية كثيراً من الديمارية، حيث تم ملء جميع المكاتب الحكومية تقريباً بالقرعة (للمواطنين الكاملين) بدلاً من الانتخابات. كان المرشحون دائماً من الذكور واليونانيين والمواطنين المتعلمين الذين يتمتعون بحد أدنى من الثروة والمكانة. | - أثينا القديمة - شمال إيطاليا والبندقية (القرن الثاني عشر حتى الثامن عشر) |
| ديمقراطية مباشرة   | أحد أشكال الديمقراطية،حيث يمثل فيها الناس أنفسهم ويصوتون مباشرة للقوانين الجديدة والسياسة العامة. | - الكنتون السويسري أبينزيل إينرهودن - الكنتون السويسري غلاروس              |
| ديمقراطية انتخابية | أحد أشكال الديمقراطية التمثيلية، حيث يكون المواطنون قادرين على التصويت لحكومتهم ولكن لا يمكنهم المشاركة مباشرة في صنع القرار الحكومي ولا تشارك الحكومة أياً من سلطاتها حيث تتمتع بالسلطة المطلقة. | - العراق - تايلاند(قبل انقلاب عام 2006)                                    |
| ديمقراطية ليبرالية | أحد أشكال الحكومة حيث تعمل الديمقراطية التمثيلية ضمن مبادئ الليبرالية. وتتميز بالانتخابات العادلة والحرة والتنافسية بين أحزاب سياسية متعددة وفصل السلطات بين فروع الحكومة وسيادة القانون في الحياة اليومية كجزء من المجتمع المنفتح وحماية حقوق الإنسان والحريات المدنية لجميع الأفراد. لتعريف النظام عملياً، غالباً ما تعتمد الديمقراطيات الليبرالية على الدستور، سواء أكان مكتوب بشكل رسمي أم غير مدون، لتحديد سلطات الحكومة وتكريس العقد الاجتماعي. بعد فترة من التوسع المستمر طوال القرن العشرين، أصبحت الديمقراطية الليبرالية النظام السياسي السائد في العالم. قد تتخذ الديمقراطية الليبرالية أشكالاً دستورية مختلفة: قد تكون جمهورية مثل فرنسا أو ألمانيا أو الهند أو جمهورية أيرلندا أو إيطاليا أو الولايات المتحدة؛ أو ملكية دستورية، مثل اليابان أو إسبانيا. قد يكون لها نظام رئاسي (مثل كولومبيا، البرازيل، المكسيك، الولايات المتحدة)، أو نظام شبه رئاسي (فرنسا، البرتغال) ، أو نظام برلماني (أستراليا، كندا، ألمانيا، جمهورية أيرلندا، الهند، إيطاليا، نيوزيلندا).                                                                        | - الهند - ألمانيا - المملكة المتحدة - إندونيسيا - فرنسا                    |
| ديمقراطية سائلة    | أحد أشكال الديمقراطية حيث يمثل فيها الناس أنفسهم أو يختارون تفويض تصويتهم مؤقتًا إلى ناخب آخر للتصويت على القوانين والسياسات العامة الجديدة. | تم إجراء التجارب في الغالب على المستوى المحلي أو من خلال منصات الإنترنت    |
| ديمقراطية تمثيلية  | أحد أشكال الديمقراطية، حيث ينتخب الناس أو المواطنون في بلد ما ممثلين لوضع وتنفيذ سياسة عامة بدلاً من المشاركة النشطة من قبل الشعب. | تقريبا كل الأنظمة الديمقراطية الموجودة.                                    |
| ديمقراطية اجتماعية | أحد أشكال الديمقراطية حيث ترفض تفسير "إما / أو" كما ترفض الاستقطاب للرأسمالية مقابل الاشتراكية. تقول الديمقراطية الاجتماعية أن جميع المواطنين يجب أن يتمتعوا قانوناً بحقوق اجتماعية معينة. وتتألف هذه من الوصول الشامل إلى الخدمات العامة مثل: التعليم والرعاية الصحية وتعويضات العمال والنقل العام والخدمات الأخرى بما في ذلك رعاية الأطفال ورعاية المسنين. ترتبط الديمقراطية الاجتماعية بالحركة العمالية النقابية وتدعم حقوق المفاوضة الجماعية للعمال. تدعو الديمقراطية الاجتماعية المعاصرة إلى التحرر من التمييز على أساس الاختلافات في: القدرة / الإعاقة، والعمر، والعرق، والجنس، واللغة، والعرق، والدين، والتوجه الجنسي، والطبقة الاجتماعية. | - ألمانيا - النمسا - السويد - النرويج - الدنمارك - فنلندا - آيسلندا        |
| ديمقراطية سوفيتية  | أحد أشكال الديمقراطية حيث يحكم المواطنون من قبل مجالس منتخبة بشكل مباشر. المجالس مسؤولة بشكل مباشر أمام ناخبيها وتلتزم بتعليماتهم. يتناقض مثل هذا التفويض الضروري مع مفهوم التفويض الحر، حيث يكون المندوبون المنتخبون مسؤولين فقط أمام ضميرهم. وفقاً لذلك، يجوز فصل المندوبين من مناصبهم في أي وقت أو استبعادهم (سحب الثقة). | إلى درجة ما، السنوات الأخيرة من عمر الإمبراطورية الروسية                   |
| ديمقراطية شمولية   | أحد أشكال الديمقراطية الانتخابية حيث يحافظ فيه الممثلون المنتخبون بشكل قانوني على نزاهة دولة قومية يكون لمواطنيها، مع منحهم الحق في التصويت، مشاركة ضئيلة أو معدومة في عملية صنع القرار في الحكومة. | - جمهورية ألمانيا الديمقراطية                                              |

### أنواع الأوليغارشية
الأوليغارشية هي مجتمعات تتحكم فيها وتنظمها طبقة صغيرة من الأشخاص المتميزين، دون أي تدخل من معظم المجتمع؛ يتم تعريف هذه النخبة الصغيرة على أنها تشترك في بعض السمات المشتركة.
تخضع فيها الحكومات الديمقراطية بحكم القانون لحكم الأقلية بحكم الأمر الواقع من قبل مجموعة صغيرة من الأشخاص المنفصلين أو الأقوياء أو المؤثرين الذين يتشاركون عادةً في نفس المصالح أو العلاقات الأسرية. قد ينشر هؤلاء الأشخاص السلطة وينتخبون المرشحين بالتساوي أو ليس بالتساوي. تختلف الأوليغارشية عن الديمقراطية الحقيقية لأن قلة قليلة من الناس يحصلون على فرصة لتغيير الأشياء. ليس بالضرورة أن تكون الأوليغارشية وراثية أو ملكية وليس لديها حاكم واحد واضح ولكن العديد من الحكام.
بعض الأمثلة التاريخية على الأوليغارشية هي الجمهورية الرومانية، حيث يمكن للذكور فقط من النبلاء الترشح للمناصب ويمكن للذكور الأثرياء فقط التصويت، والديمقراطية الأثينية، التي استخدمت الديمارية لانتخاب المرشحين، وهم دائماً من الذكور واليونانيين والمواطنين المتعلمين الذين يمتلكون الحد الأدنى من الأرض والثروة والمكانة. يعتقد بعض منتقدي الرأسمالية و / أو الديمقراطية التمثيلية أن الولايات المتحدة والمملكة المتحدة يندرجان ضمن الأوليغارشية.
ملاحظة: هذه الفئات ليست حصرية.
| المصطلح       | التعريف |
| ------------- | --- |
| أرستقراطية    | حكم النبلاء؛ نظام حكم تكون فيه السلطة السياسية في أيدي طبقة صغيرة من الأفراد المتميزين الذين يولدون بطبقة أعلى من بقية المجتمع. |
| إرغاتوقراطية ‏ | تحكمها البروليتاريا أو العمال أو الطبقة العاملة. تشمل أمثلة الأرغاتوقراطية الثوريين الشيوعيين والمتمردين الذين يسيطرون على معظم المجتمع ويخلقون اقتصادًا بديلًا للناس والعمال. انظر ديكتاتورية البروليتاريا. |
| جنيوقراطية    | حكم بالذكاء. نظام حكم يتطلب الإبداع والابتكار والذكاء والحكمة لمن يرغبون في الحكم. يمكن مقارنتها بالنوقراطية. |
| كريتروقراطية ‏ | حكم القوي؛ نظام حكم يكون فيه أولئك الأقوياء بما يكفي للاستيلاء على السلطة من خلال القوة المادية أو المناورات الاجتماعية أو المكر السياسي. |
| كريتوقراطية   | الحكم من قبل القضاة، الكريتوقراطية هي نظام حكم يتألف من مؤسسات إنفاذ القانون تكون فيه الدولة والأنظمة القانونية ككيان واحد سواءً كان ذلك تقليدياً أو دستورياً. يتمتع القضاة وغيرهم من المحكمين بالسلطة القانونية لتشريع وإدارة إنفاذ القوانين الحكومية بالإضافة إلى التدخل في القوانين وحل النزاعات. من الأمثلة التاريخية على الكريتوقراطية هي الصومال التي كانت محكومة من قبل قضاة وذلك اتباعاً لتقاليد الحير وكذلك الأمر بالنسبة لاتحاد المحاكم الإسلامية |
| ميريتوقراطية  | الميريتوقراطية أو حكم الجدارة هو نظام حكم يتم فيه اختيار المجموعات على أساس قدرة الأفراد، والمعرفة في مجال معين، والمساهمات في المجتمع. |
| نتوقراطية ‏    | الحكم من خلال الروابط الاجتماعية وهو مصطلح اخترعه مجلس تحرير مجلة التكنولوجيا الأمريكية Wired في أوائل التسعينيات. يشير مصطلح النتوقراطية إلى الطبقة العليا العالمية المتصورة التي تبني قوتها على الميزة التكنولوجية ومهارات التواصل. |
| نوقراطية      | النوقراطية أو حكم الحكماء هي نظام حكم يكون فيه صنع القرار بيد الفلاسفة. (دعا إليه أفلاطون) |
| بلوتوقراطية   | البلوتوقراطية أو حكم الأثرياء هي نظام يكون فيه الحكم مرتبطاً برغبات الأغنياء أو يعتمد عليها أو يتأثر بها بشدة. يمكن لنفوذ البلوتوقراطية أن يغير أي شكل من أشكال الحكومة. على سبيل المثال، إذا كان عدد كبير من المناصب التمثيلية المنتخبة في الجمهورية يعتمد على الدعم المالي من مصادر ثرية، فهي جمهورية بلوتوقراطية. |
| حزبقراطية     | الحكم من خلال حزب واحد أو مجموعة أحزاب مهيمنة. |
| ستراتوقراطية  | الستراتوقراطية أو الحكم العسكرية هو نظام حكم يتألف من حكومة عسكرية تكون فيها الدولة والجيش ككيان واحد سواءً كان ذلك تقليدياً أو دستورياً. للمواطنين ذوي الخدمة العسكرية الإلزامية أو الطوعية أو الذين تم تسريحهم بشرف الحق في الحكم. (لذلك، لا ينبغي الخلط بين الستراتوقراطية و "المجلس العسكري" أو "الديكتاتورية العسكرية"). تعتبر دولة مدينة أسبرطة مثالاً تاريخياً حيث كان نظامها الاجتماعي ودستورها يركزان بالكامل على التدريب العسكري والتميز. |
| تكنوقراطية    | الحكم للمتعلمون أو الخبراء الفنيون؛ التكنوقراطية هي نظام حوكمة يكون فيه الأشخاص المهرة أو المتمرسون في مجالات خبرتهم في التكنولوجيا هم من يتحكمون في جميع عمليات صنع القرار. الأطباء والمهندسون والعلماء والمهنيون والتقنيون الذين لديهم معرفة أو خبرة أو مهارات سيؤلفون الهيئة الحاكمة بدلاً من السياسيين ورجال الأعمال والاقتصاديين. في التكنوقراطية، يتم اختيار صانعي القرار بناءً على مدى معرفتهم ومهاراتهم في مجالهم. تمثّل التكنوقراطية اليوم من خلال الحوكمة الخوارزمية العالمية من قبل مهندسي وادي السيليكون. أُطلق على هذا الشكل الحديث من التكنوقراطية تسمية "ديجيتوقراطية". |
| ثيوقراطية     | حكم النخبة الدينية.الثيوقراطية هي نظام حكم يتألف من مؤسسات دينية تكون فيها الدولة والكنيسة كيان واحد سواءً كان ذلك تقليدياً أو دستورياً. من الأمثلة التاريخية على الثيوقراطي، الكرسي الرسولي (انظر البابا) وإيران (انظر المرشد الأعلى) والخلافة والدول الإسلامية الأخرى. |
| تيموقراطية ‏   | التيموقراطية أو حكم الشرفاء هي نظام حكم يحكمه الشرفاء المواطنون وأصحاب الأملاك. يعرّف سقراط نظام التيموقراطية بأنه حكومة يحكمها أشخاص يحبون الشرف ويتم اختيارهم وفقاً لدرجة الشرف التي يتمتعون بها في المجتمع. هذا الشكل من أشكال التيموقراطية يشبه إلى حد بعيد الميريتوقراطية، بمعنى أن الأفراد ذوي الشخصية أو أعضاء هيئة التدريس المتميزين يوضعون في مقر السلطة. |

### أنواع الأوتوقراطية
يحكم الدول الأوتوقراطية كيان واحد يتمتع بسلطة مطلقة، ولا تخضع قراراته لقيود قانونية خارجية ولا آليات منتظمة للسيطرة الشعبية (ربما باستثناء التهديد الضمني). قد يكون هذا الكيان فرداً، كما هو الحال في الدكتاتورية أو قد يكون مجموعة، كما في دولة الحزب الواحد. تعني كلمة الاستبداد «الحكم على طريقة الطغاة» وغالبًا ما تستخدم لوصف الأوتوقراطية.
تمثل كلاً من الإمبراطورية الرومانية وألمانيا النازية والاتحاد السوفيتي أمثلة تاريخية للأوتوقراطية.
| المصطلح           | التعريف |
| ----------------- | --- |
| ديكتاتورية مدنية ‏ | الدكتاتورية هي تواجد السلطة في يد شخص أو كيان سياسي واحد. قد يكون هذا الشخص، على سبيل المثال،ملكاً مطلقاً أو ديكتاتوراً، ويمكن أيضاً أن يكون رئيساً منتخباً. كانت الجمهورية الرومانية تنصب الدكتاتوريين لقيادة الجمهورية في أوقات الحرب. لكن الديكتاتوريون الرومان لم يحتفظوا بالسلطة إلا لفترة قصيرة فقط. في العصر الحديث، حكم الأوتوقراطيون هو حكم لا تتوقف عليه أي قواعد قانونية أو دستورية أو غيرها من المؤسسات الاجتماعية والسياسية. بعد الحرب العالمية الثانية، حكمت حكومات أوتوقراطية العديد من الحكومات في أمريكا اللاتينية وآسيا وأفريقيا. ومن أمثلة الديكتاتورية: جوزيف ستالين وماو تسي تونغ وعيدي أمين ومعمر القذافي وأدولف هتلر وبينيتو موسوليني وجمال عبد الناصر. |
| ديكتاتورية عسكرية | هي دكتاتورية يفرضها الجيش في المقام الأول. يختلف الدكتاتوريون العسكريون عن المدنيون لعدد من الأسباب: دوافعهم للاستيلاء على السلطة، والمؤسسات التي ينظمون من خلالهاحكمهم ، والطرق التي يتركون بها السلطة. غالباً ما تنظر إلى نفسها على أنها إنقاذ الأمة من السياسيين المدنيين الفاسدين أو قاصري النظر، فإن الدكتاتورية العسكرية تبرر موقفها على أنها حكام "محايدون" على أساس عضويتهم في القوات المسلحة. على سبيل المثال، يتبنى العديد من المجالس العسكرية ألقاباً، مثل "مجلس الإنقاذ الوطني" أو "لجنة الاستعادة الوطنية" أو "لجنة التحرير الوطني". غالباً ما يحكم القادة العسكريون المجلس العسكري، ويختارون أحدهم كرئيس.                                                     |

### صفات ازدرائية
بغض النظر عن شكل الحكومة، قد يتأثر الحكم الفعلي بقطاعات ذات سلطة سياسية ليست جزءاً من الحكومة الرسمية. هذه مصطلحات تسلط الضوء على تصرفات معينة للحكام، مثل الفساد والديماغوجيا أو إشاعة الخوف الذي قد يعطل الطريقة المقصودة لعمل الحكومة إذا كانت منتشرة بما فيه الكفاية.
| المصطلح       | التعريف |
| ------------- | --- |
| جمهورية الموز | حكومة غير مستقرة سياسياً وحكومة كليبتوقراطية تعتمد اقتصاديًا على صادرات مورد محدود (فواكه، معادن)، وعادةً ما تتميز بمجتمع يتألف من طبقات اجتماعية متدرجة، مثل الأرغاتوقراطية العظيمة والفقيرة وحكم الأثرياء، المكون من أرستقراطية الأعمال والسياسة والجيش. في العلوم السياسية، يشير مصطلح جمهورية الموز إلى دولة تعتمد على إنتاجات محدودة من القطاع الأولي، والتي تحكمها بلوتوقراطية الذين تستغل الاقتصاد الوطني عن طريق أوليغارشية سياسية واقتصادية. في الأدب الأمريكي، يشير مصطلح جمهورية الموز في الأصل إلى جمهورية أنشوريا الخيالية، وهي ديكتاتورية ذليلة شجعت أو دعمت الرشاوى، واستغلال زراعة المزارع على نطاق واسع، وخاصة زراعة الموز. في السياسة الأمريكية، مصطلح جمهورية الموز هو وصف سياسي ازدرائي صاغه الكاتب الأمريكي أوليفر هنري في كتابه "كرنب وملوك" (1904)، وهو كتاب من القصص القصيرة ذات الصلة بالموضوع مشتق من إقامته 1896-1897 في هندوراس، حيث كان يختبئ. من قانون الولايات المتحدة بقضية اختلاس البنوك. |
| بنكوقراطية    | حكم البنوك هو نظام حكم به سلطة مفرطة أو تأثير مفرط للبنوك والسلطات المالية الأخرى على صنع السياسة العامة. يمكن أن يشير أيضًا إلى شكل من أشكال الحكومة حيث تحكم المؤسسات المالية المجتمع. |
| كوربوقراطية   | الكوربوقراطية أو حكم الشركات هو نظام حوكمة يتم فيه التحكم في النظام الاقتصادي والسياسي من قبل الشركات أو مصالح الشركات. يستخدم هذا المصطلح بشكل عام بدلالة إزدرائية. من أمثلة الكوربوقراطية حكم الشركة في الهند والولايات المتحدة والشركات الناخبة في مؤسسة مدينة لندن. |
| كاكيستوقراطية | الكاكيستوقراطية أو حكم الأغبياء هي نظام حكم حيث يحكم أو يملي المواطنون الأسوأ أو الأقل تأهيلاً السياسات. نظرا لكون الطبيعة البشرية معيبة بطبيعتها، فإنه من المقترح أن كل حكومة كانت موجودة على الإطلاق كانت مثالًا رئيسياً للكاكيستوقراطية. |
| كليبتوقراطية  | الكليبتوقراطية أو حكم اللصوص هي نظام حكم يسعى فيه المسؤولون والطبقة الحاكمة بشكل عام إلى الثروة الشخصية والسلطة السياسية على حساب السكان . بالمعنى الدقيق للكلبتوقراطية هي ليست شكلاً من أشكال الحكومة ولكنها سمة من سمات الحكومة المنخرطة في مثل هذا السلوك. ومن الأمثلة على ذلك المكسيك باعتبارها "دولة مخدرات" ، حيث يُنظر إلى حكومتها الديمقراطية على أنها فاسدة من قبل أولئك الذين يستفيدون من تجارة المخدرات غير المشروعة المهربة إلى الولايات المتحدة. |
| نبتوقراطية    | النبتوقراطية أو حكم القربى هي المحسوبية الممنوحة للأقارب بغض النظر عن جدارتهم وهي نظام حكم تُعطى فيه الأهمية لأقارب من هم بالفعل في السلطة. في مثل هذه الحكومات، حتى لو لم يكن الأقارب مؤهلين، يتم منحهم مناصب في السلطة لمجرد أنهم يعرفون شخصاً يتمتع بالسلطة بالفعل. اتُهم البابا إسكندر السادس (بورجيا) بهذا. |
| أوكلوقراطية   | أوكلوقراطية أو حكم الحشد هو نظام تحكم فيه الغوغاء أو الجماهير، أو ترهيب السلطات الشرعية. الحكومات الأوكلوقراطية غالباً ما تكون ديمقراطية أفسدتها الديماغوجية، واستبداد الأغلبية وحكم العاطفة على العقل. مثل هذه الحكومات يمكن أن تكون قمعية مثل الطغاة المستبدين. الأوكلوقراطية هي مرادفة في المعنى والاستخدام للمصطلح الحديث غير الرسمي الموبوقراطية. |

### سمات أخرى
| المصطلح      | التعريف |
| ------------ | --- |
| أدهقراطية    | حكم من قبل حكومة قائمة على مبادئ ومؤسسات غير منظمة نسبيا مقارنة بالبيروقراطية، فهي عكسها تماماً. |
| أنوقراطية    | نوع من الأنظمة حيث لا تُمنح السلطة في المؤسسات العامة (كما هو الحال في الديمقراطية العادية) ولكن تنتشر بين مجموعات النخبة التي تتنافس باستمرار مع بعضها البعض على السلطة. من أمثلة الأنظمة الأنوقراطية في إفريقيا أمراء الحرب في الصومال والحكومات المشتركة في سامايا ‏ وزيمبابوي. تقع الأنوقراطيات في منتصف الطريق بين الأوتوقراطية والديمقراطية. |
| عصبة (جماعة) | الحكم من قبل حكومة مبنية على أساس وحدة صغيرة (عادة العائلة) مع تسلسل هرمي شبه غير رسمي، يكون فيه الأقوى (إما جسدياً أو شخصيةً) كقائد. يشبه إلى حد كبير القطيع الموجود في الحيوانات الأخرى ، كالذئاب. |
| بيروقراطية   | الحكم بنظام حكم يتضمن العديد من المكاتب والإداريين والمسؤولين الصغار. |
| سايبرسينية ‏  | الحكم من خلال البيانات التي تغذيها مجموعة من الأفراد المنعزلين والتي تنظم جوانب الحياة العامة والخاصة باستخدام موجزات البيانات والتكنولوجيا التي لا تتفاعل مع المواطنين ولكنها تستخدم "الحقائق فقط" لتحديد الاتجاه. |
| نوموقراطية   | الحكم من خلال حكومة تحت سيادة قوانين عقلانية والحق المدني مقابل الحكم في ظل أنظمة الحكم الثيوقراطية. في النوموقراطية، السلطة النهائية والمطلقة (السيادة) توجد في القانون. |
| سيبرقراطية   | حكم عن طريق الحاسوب الذي يقرر بناءً على شيفرة حاسوبية. يرتبط هذا ارتباطاً وثيقاً بالسايبرسينية ويمكن أن يكون "الحل" للشيوعية. يظهر هذا النوع من الحكم في القصة القصيرة "الآلة تتوقف" لمؤلفها إي. إم. فورستر. |
| ألبوقراطية   | الحكم بواسطة خوارزميات مستخدمة في مستويات متنوعة من البيروقراطية، وتعرف أيضاً باسم التنظيم الحسابي، والتنظيم بواسطة الخوارزميات، والحوكمة الخوارزمية. |

## أشكال الحكومة حسب إيديولوجية السلطة
| المصطلح | التعريف |
| ------- | --- |
| دستورية | الحكومة الدستورية هي حكومة يحدد الدستور صلاحياتها. يستخدم الدستور عادة بحيث يتمتع شعب تلك الحكومة بحقوق مدنية وأخلاقية. |
| ملكية   | الملكية هي شكل من أشكال الحكومة التي تجسد فيها المجموعة، بشكل عام الأسرة التي تمثل السلالة الحاكمة، الهوية القومية للبلاد ويمارس رئيسها ، العاهل، دور السيادة. قد تختلف السلطة الفعلية للملك من رمزية بحتة (جمهورية ملكية)، إلى جزئية ومقيدة (ملكية دستورية)، إلى أوتوقراطية تماماً (ملكية مطلقة). تقليدياً ، يتم توريث منصب الملك ويستمر حتى الموت أو التنازل عن العرش. في المقابل ، تتطلب الملكية الانتخابية أن يتم انتخاب الملك. كلا النوعين لهما اختلافات أخرى حيث توجد هياكل وتقاليد متباينة على نطاق واسع تحدد الملكية. |
| جمهورية | الجمهورية هي أحد أشكال الحكومة تعتبر الدولة فيه "شأناً عاماً"، وليس اهتماماً خاصاً أو ملكية للحكام. لا يتم توريث المناصب الأساسية للسلطة داخل الجمهورية، ولكن يتم بلوغها من خلال انتخابات تعبر عن موافقة المحكومين. لذلك من المتوقع أن تمثل هذه المناصب القيادية هيئة المواطنين بشكل عادل. إنه شكل من أشكال الحكومة لا يكون العاهل فيه رئيس الدولة. |

### أشكال الملكية
الدول ذات سمات الملكية هي تلك التي تمثل فيها عائلة أو مجموعة من العائلات (نادراً ما يكون نوعاً آخر من المجموعات)، تسمى العائلة المالكة، تمثل الهوية الوطنية، مع السلطة المخصصة تقليدياً لأحد أفرادها، الذي يُدعى العاهل، الذي يحكم الممالك في الغالب. يختلف الدور الفعلي للملك وأعضاء العائلة المالكة الآخرين من رمزي بحت (جمهورية ملكية) إلى جزئي ومقيّد (ملكية دستورية) إلى استبدادي تماماً (ملكية مطلقة). تقليدياً وفي معظم الحالات، يتم توريث منصب الملك، ولكن هناك أيضاً الملكيات الانتخابية حيث يتم انتخاب العاهل.
| المصطلح        | التعريف |
| -------------- | --- |
| ملكية مطلقة    | نظام تقليدي وتاريخي يمارس فيه الملك السلطة الحاكمة النهائية كرأس للدولة ورئيس للحكومة. كانت العديد من دول أوروبا خلال العصور الوسطى ممالك مطلقة. من الأمثلة الحديثة للملكية المطلقة المملكة العربية السعودية والإمارات العربية المتحدة وسلطنة عمان وبروناي وإسواتيني. |
| ملكية دستورية  | كما تسمى ملكية برلمانية، تكون سلطات الملك مقيدة بالقانون أو بموجب دستور رسمي، وعادة ما تكون مخصصة لسلطات رأس الدولة. من الأنظمة الملكية الدستورية المملكة المتحدة والنرويج وهولندا وأستراليا وكندا وإسبانيا واليابان.                                                 |
| جمهورية ملكية  | شكل من أشكال الحكم يكون فيه العاهل (والعائلة) كياناً احتفالياً رسمياً بدون سلطة سياسية. تهدف العائلة المالكة والعاهل إلى تمثيل الدولة وقد يلقي الخطب أو يحضر مناسبات احتفالية مهمة كدليل رمزي للشعب، لكن لا يتمتع بسلطة فعلية في صنع القرار والتعيينات وما إلى ذلك.      |
| ملكية انتخابية | شكل من أشكال الحكم يتم فيه انتخاب الملك، ومن الأمثلة الحديثة على ذلك هو ملك كمبوديا ‏ وغالباً ما تُعتبر مدينة الفاتيكان أيضاً ملكية انتخابية حديثة. |

### أشكال الجمهورية
أحد أشكال الحكم حيث يكون للناس، أو جزء مهم منهم، سيطرة عليا على الحكومة ويتم انتخاب شاغلي مناصب الدولة أو اختيارهم من قبل أشخاص منتخبين. التعريف المبسط العام للجمهورية هو حكومة لا يكون فيها رئيس الدولة ملكًا. وفق مونتسكيو فإن كلاً من الديمقراطيات والأرستقراطيات أو الأوليغارشيات تعتبر من أشكال الجمهورية.مونتسكيو. Spirit of the Laws [روح القوانين] (بالإنجليزية).|مسار أرشيف= https://web.archive.org/web/20201012161524/https://books.google.com/?newbks=0&hl=en/
|تاريخ أرشيف=2020-10-12
|حالة المسار=live}}
ملاحظة: هذه الفئات ليست حصرية.
| المصطلح           | التعريف |
| ----------------- | --- |
| جمهورية دستورية   | الجمهورية التي يوجد تهكم فيها حكومة بصلاحيات محدودة بموجب القانون أو الدستور الرسمي (وثيقة رسمية تحدد السلطات والقيود الدقيقة للدولة وحكومتها)، ويتم اختيارها عن طريق التصويت بين الجمهور. عادة، لا يمكن تمرير القوانين التي تنتهك الدستور المذكور، ما لم يتم تعديل الدستور نفسه بقانون. يعمل هذا نظرياً على حماية الأقليات من التعرض لاستبداد الأغلبية أو الأوكلوقراطية. من هذه الجمهوريات الهند وجنوب إفريقيا والولايات المتحدة وما إلى ذلك. |
| جمهورية ديمقراطية | الجمهورية التي يتم تحديد القوانين بشكل مطلب عن طريق التصويت الشعبي، سواء من خلال هيئة من الممثلين المنتخبين أو مباشرة من قبل الجمهور، ولا توجد قيود على القوانين التي يتم تمريرها طالما أنها تحظى بدعم الأغلبية. القانون الدستوري إما غير موجود أو لا يشكل عقبة كبيرة أمام التشريع. |
| جمهورية فدرالية   | الجمهورية التي تتكون من اتحاد ولايات أو مقاطعات، حيث يوجد قانون وطني (اتحادي) يشمل الأمة ككل ولكن يكون لكل ولاية أو مقاطعة حرية التشريع وإنفاذ قوانينها وشؤونها طالما أنها لا تتعارض مع القانون الاتحادي. من الجمهوريات الفدرالية الأرجنتين والنمسا وألمانيا وروسيا. |
| جمهورية إسلامية   | الجمهورية التي تحكمها الشريعة الإسلامية. مثل أفغانستان وإيران وموريتانيا وباكستان. |
| جمهورية برلمانية  | الجمهورية التي يتم فيها فصل رأس الدولة عن رئيس الحكومة مع احتفاظ رئيس الحكومة بمعظم السلطات التنفيذية، ورأس الدولة كما رئيس الحكومة، ينتخب من قبل البرلمان. مثل ألمانيا والهند وسنغافورة. |
| جمهورية رئاسية    | جمهورية يرأسها رأس دولة منتخب وهو أيضاً رئيس الحكومة. مثل الولايات المتحدة والمكسيك والبرازيل وإندونيسيا. |
| جمهورية شعبية     | الجمهورية التي بحكم القانون يحكمها الشعب من أجل الشعب. يستخدم مصطلح الجمهورية الشعبية لتمييز أنفسهم عن الجمهورية السابقة لبلدانهم قبل الثورة الشعبية. مثل الصين وفيتنام. |

## أشكال الحكم وفق الخصائص الاجتماعية والسياسية

### وفق الخصائص الاجتماعية والاقتصادية
تاريخياً، نشأت معظم الأنظمة السياسية كإيديولوجيات اجتماعية اقتصادية. إن الخبرة مع تلك الحركات في السلطة والروابط القوية التي قد تكون لها مع أشكال معينة من الحكومة يمكن أن تجعلها تعتبر أشكالًا للحكومة في حد ذاتها.
ملاحظة: هذه الفئات ليست حصرية.
| المصطلح        | التعريف |
| -------------- | --- |
| لاسلطوية       | هي نظام يدعو إلى الحكم الذاتي للمجتمعات القائمة على المؤسسات التطوعية. غالباً ما توصف هذه المجتمعات بأنها من دون دولة، على الرغم من أن العديد من المؤلفين قد عرّفوها بشكل أكثر تحديدًا على أنها مؤسسات قائمة على الجمعيات غير الهرمية أو الجمعيات الحرة ‏، بينما دعا آخرون إلى مجتمعات من دون دولة بإدراج الملكية الخاصة وحقوق الملكية والمجموعات الهرمية طالما أن الارتباط بهذه المجموعات طوعي تماماً. تعتبر اللاسلطوية الدولة أمراً غير مرغوب فيه، وغير ضروري و / أو ضار. |
| رأسمالية       | نظام تكون فيه وسائل الإنتاج (الآلات والأدوات والمصانع وما إلى ذلك) مملوكة للأفراد، ثم يتفاوض العمال مع هؤلاء الأفراد لاستخدام وسائل الإنتاج هذه مقابل جزء مما ينتجون، عادة في شكل رأسمال (أموال). لأصحاب وسائل الإنتاج الحق في أي جزء من منتجات عمل العمال يتفق عليه الطرفان. |
| استعمارية      | نظام يتم فيه إخضاع مجموعة من السكان الأصليين (أو أراضيهم ومواردهم) من قبل قوة سياسية خارجية لمصلحتها الاقتصادية و / أو السياسية. |
| شيوعية         | نظام اشتراكي تكون فيه وسائل الإنتاج مملوكة بشكل عام (إما من قبل الناس مباشرة، أو من قبل دولة أو مجتمع شيوعي)، ويتم الإنتاج بغرض الاستخدام وليس للربح. وبالتالي، فإن المجتمع الشيوعي، من الناحية النظرية، مجتمع من دون دولة، بلا طبقات، بلا مال، وديمقراطي - يُنظر إليه عادةً على أنه "الشكل النهائي" للمجتمع الاشتراكي أو اللاسلطوي. |
| استبداد        | نظام يتم فيه التحكم في قوانين وموارد الأمة من قبل فرد واحد، عادة ما يكون عاهلاً أو ديكتاتوراً، يتمتع بسلطة سياسية مطلقة. على سبيل المثال فراعنة مصر القديمة والأباطرة الرومان. |
| توزيعية        | شكل من أشكال الرأسمالية التي تعتبر الملكية حقاً أساسياً؛ وسائل الإنتاج منتشرة على نطاق واسع بقدر الإمكان بدلاً من كونها مركزية تحت سيطرة الدولة (كما في اشتراكية الدولة)، أو عدد قليل من الأفراد / الشركات ( كما في ما يسميه أنصار التوزيع "رأسمالية المحاسيب") تعارض التوزيعية الاشتراكية والرأسمالية بشكل جوهري والتي يعتبرها التوزيعيون معيبة واستغلالية على حد سواء. في المقابل، تسعى التوزيعية إلى إخضاع النشاط الاقتصادي لحياة الإنسان ككل، لحياتنا الروحية والفكرية والعائلية. |
| إقطاعية        | نظام لملكية الأرض كان شائعاً في أوروبا في العصور الوسطى. في ظل النظام الإقطاعي، كانت كل الأراضي في المملكة مملوكة للملك. ومع ذلك، أعطى الملك بعض الأرض للأمراء أو النبلاء الذين قاتلوا من أجله. هذه الهدايا من الأرض كانت تسمى مانور. ثم أعطى النبلاء بعض أراضيهم لأتباعهم. ثم كان على التابعين القيام بواجبات للنبلاء. كانت أراضي التابعين تسمى الإقطاعيات. ظهر نظام مماثل في المجتمعات الإسلامية في العصور الوسطى في الشرق الأوسط وشمال إفريقيا. كان يشبه إلى حد كبير النظام الإقطاعي، لكن بشكل عام كان له ألقاب لم تُمنح لسلالة عائلية ولكن للأفراد بناءً على طلب السلطان وعموماً كان يتطلب فقط ضريبة من الطبقات الدنيا، بدلاً من الخدمة العسكرية و / أو العمل اليدوي كما في النظام الإقطاعي. |
| الدولة الحارسة | شكل من أشكال الرأسمالية يدعو إلى وجود الدولة فقط لتقديم عدد صغير جدًا من الخدمات. يُعرف النموذج الشعبي للدولة وفق هذا الشكل باسم دولة الحارس الليلي، حيث تكون الوظائف الحكومية الوحيدة هي حماية المواطنين من العدوان والسرقة وخرق العقود والاحتيال على النحو المحدد في قوانين الملكية، وقصرها على ثلاث مؤسسات: الجيش والشرطة والمحاكم. |
| ملكيّانية       | نظام يرأس الحكومة بموجبه رئيس متفق عليه من طبقة النبلاء يُعرف باسم العاهل، وعادة ما يكون في شكل ملك أو إمبراطور (ولكن أقل شيوعاً أيضًا ملكة أو إمبراطورة). في معظم الأنظمة الملكية، يكون منصب الملك متوارثاً عن حاكم سابق عن طريق التوريث أو الزواج، ولكن في حالات أخرى قد يكون منصباً ينتخبه النبلاء أنفسهم، كما كان الحال في المملكة الرومانية القديمة والإمبراطورية الرومانية المقدسة في العصور الوسطى. |
| جمهوريانية     | نظام تعتبر فيه القوانين والسياسات الحكومية للدولة "شأناً عاماً" ويقرره مواطنو المجتمع أياً كانوا. معظم الدول القومية الحديثة هي أمثلة للجمهوريات، لكن من الأمثلة الأخرى روما القديمة وأثينا. |
| اشتراكية       | نظام يمتلك فيه العمال، بشكل ديمقراطي و / أو اجتماعي، وسائل الإنتاج. قد يكون الإطار الاقتصادي لامركزياً ومدار ذاتياً في وحدات اقتصادية مستقلة، كما هو الحال في الأنظمة الليبرتارية، أو مخطط مركزياً، كما هو الحال في الأنظمة السلطوية. ستكون الخدمات العامة مثل الرعاية الصحية والتعليم مملوكة بشكل عام وجماعي و / أو مملوك للدولة. ستكون الخدمات العامة مثل الرعاية الصحية والتعليم مملوكة بشكل عام و / أو جماعي و / أو مملوك للدولة. |
| الشمولية       | نظام يتم فيه التحكم في أراضي وموارد الأمة من قبل دولة سلطوية مركزية تتمتع بسلطة سياسية مطلقة، عادة في ظل ديكتاتورية أو حزب سياسي واحد. ومن الأمثلة على ذلك الاتحاد السوفيتي وألمانيا النازية. |
| قبلية          | نظام قائم على مجتمع صغير معقد بدرجات متفاوتة من المركزية يقوده فرد. |

### وفق السمات الجغرافية الثقافية
كما يمكن تصنيف الحكومات وفق حجمها ومجال نفوذها:
| المصطلح      | التعريف |
| ------------ | --- |
| حكومة قومية  | الحكومة القومية وهي سمة من سمات الدولة المركزية. وهي مثل الحكومة الاتحادية التي قد تتمتع بسلطات مميزة على مستويات مختلفة مفوضة أو مفوضة لها من قبل أعضائها، على الرغم من أنها توصف أحياناً بالمركزية. يوجد هياكل مختلفة للحكومات المركزية. أنشأت العديد من البلدان مناطق حكم ذاتي من خلال تفويض السلطات من الحكومة المركزية إلى الحكومات على المستوى دون الوطني، مثل المستوى الإقليمي أو مستوى الولاية أو المستوى المحلي. استناداً إلى تعريف واسع للنظام السياسي الأساسي، هناك مستويان أو أكثر من مستويات الحكومة الموجودة داخل إقليم محدد وتحكم من خلال مؤسسات مشتركة ذات سلطات متداخلة أو مشتركة على النحو المنصوص عليه في الدستور أو قانون آخر. |
| دولة مدينة   | هي دولة ذات سيادة، توصف أيضاً بأنها نوع من الدول المستقلة الصغيرة، والتي تتكون عادةً من مدينة واحدة والأراضي التابعة لها. تاريخياً، شمل ذلك مدنا مثل روما وأثينا وقرطاج ودول المدن الإيطالية خلال عصر النهضة. اليوم، لا يوجد سوى عدد قليل من دول المدن ذات السيادة، مع بعض الخلاف حول أي من دول المدن. يوجد قدر كبير من الإجماع على أن المصطلح ينطبق بشكل صحيح حالياً على سنغافورة وموناكو والفاتيكان. يطلق على دول المدينة أحياناً اسم الدول الصغيرة. |
| كميونة       | مجتمع متعمد من الأشخاص الذين يعيشون معاً، ويتشاركون المصالح المشتركة، وغالباً ما يكون لديهم قيم ومعتقدات مشتركة، بالإضافة إلى الممتلكات والموارد المشتركة، وفي بعض المجتمعات يتم تشارك الوظيفة أو الدخل أو الأصول. |
| منظمات دولية | تُعرف أيضاً باسم منظمات حكومية دولية وهي منظمات تتكون أساساً من دول ذات سيادة (يشار إليها باسم الدول الأعضاء). ومن الأمثلة البارزة الأمم المتحدة ومنظمة الأمن والتعاون في أوروبا ومجلس أوروبا ومنظمة العمل الدولية ومنظمة الشرطة الدولية (الإنتربول). استخدمت الأمم المتحدة مصطلح "منظمة حكومية دولية" بدلاً من "منظمة دولية" للتوضيح. |
| حكومة عالمية | مفهوم السلطة السياسية المشتركة للبشرية جمعاء، ينتج عنها حكومة عالمية ودولة واحدة تمارس السلطة على الأرض بأكملها. يمكن لمثل هذه الحكومة أن تظهر إلى الوجود إما من خلال الهيمنة العنيفة والإجبارية على العالم أو من خلال اتحاد فوق وطني سلمي وطوعي. |

## أشكال الحكم وفق خصائص أخرى

### وفق خصائص دستورية هامة
بعض الخصائص الرئيسية هي تحديد أنواع معينة؛ فيما البعض الآخر مرتبط تاريخياً بأنواع معينة من الحكومة.
- السيطرة المدنية على الجيش مقابل الستراتوقراطية
- حكم الأغلبية أو السيادة البرلمانية مقابل الدستور أو وثيقة الحقوق مع فصل السلطات وقواعد الأغلبية العظمى لمنع استبداد الأغلبية وحماية حقوق الأقليات
- الحكم بموجب القانون الأعلى (المبادئ الأخلاقية غير المكتوبة) مقابل دستورية مكتوبة.
- الفصل بين الكنيسة والدولة أو الكنيسة الحرة [الإنجليزية]‏ مقابل دين الدولة
- الشمولية أو السلطوية مقابل الليبرتارية

### وفق نهج الحكم الذاتي الإقليمي
تركز هذه القائمة على المقاربات المختلفة التي تتخذها الأنظمة السياسية لتوزيع سيادة واستقلالية المناطق داخل الدولة.
- السيادة محصورة في مركز السلطة السياسية.
  - إمبراطورية
  - دولة مركزية
- تقع السيادة في المركز وفي المناطق الطرفية.
  - كونفدرالية
  - مملكة فيدرالية
  - دولة اتحادية وجمهورية فدرالية
  - هيمنة
- درجات متباينة من السيادة.
  - تحالف سياسي
  - دولة مرتبطة
  - اتحاد غير متكافئ [الإنجليزية]‏
  - شركة مرخصة
  - مستعمرة
  - كومنولث
  - كيان مستقل [الإنجليزية]‏
  - مستعمرة ملكية
  - تفويض السلطات لامركزياً (توزيع السلطة من المركز إلى الحكومات المناطقية والمحلية)
  - ملحقات
  - تفويض حصري
  - عصبة الأمم
  - انتداب
  - أقاليم غير محكومة ذاتياً
  - منطقة محايدة
  - احتلال عسكري
  - محمية
  - حكومة مؤقتة
  - دولة دمية
  - دولة تابعة
  - نزاعات إقليمية
  - ثالاسوقراطية
  - دول غير معترف بها
    - حكومة في المنفى
    - دولة ذات اعتراف محدود
    - دولة مجهرية
    - انفصالية

### خصائص نظرية وفكرية
لا تحتوي هذه حالياً على أمثلة واقعية يمكن الاستشهاد بها باستثناء الأمثلة المتخيلة.
| المصطلح         | التعريف |
| --------------- | --- |
| جمهورية الشركات | شكل نظري للحكومة ظهر في أعمال الخيال العلمي، على الرغم من أن بعض الدول التاريخية مثل فلورنسا في العصور الوسطى قد يُقال إنها كانت تُحكم كجمهوريات شركات. ربما ينبغي اعتبار الشركات العملاقة ‏ الاستعمارية مثل شركة الهند الشرقية الهولندية دولاً شركات، كونها شبه ذات سيادة مع القدرة على شن الحرب وإنشاء المستعمرات. مع الاحتفاظ ببعض مظاهر الحكومة الجمهورية، فإن جمهورية الشركات ستدار في المقام الأول مثل الأعمال التجارية، بما في ذلك مجلس الإدارة والمديرين التنفيذيين. ستتم خصخصة المرافق، بما في ذلك المستشفيات والمدارس والجيش وقوات الشرطة. بدلاً من ذلك ، يتم تنفيذ وظيفة الرعاية الاجتماعية التي تقوم بها الدولة من قبل الشركات في شكل مزايا للموظفين. على الرغم من عدم وجود جمهوريات الشركات رسمياً في العالم الحديث، إلا أنها غالباً ما تستخدم في الأعمال الأدبية أو النقد السياسي كتحذير من المخاطر المتصورة للرأسمالية الجامحة. في مثل هذه الأعمال، تنشأ عادة عندما تطيح شركة واحدة ذات قوة هائلة بحكومة ضعيفة إما بمرور الوقت أو في انقلاب. اعتبر بعض علماء السياسة أيضًا أن الدول الاشتراكية هي أشكال من جمهوريات الشركات، حيث تتولى الدولة السيطرة الكاملة على الحياة الاقتصادية والسياسية وتؤسس احتكاراً لكل شيء داخل الحدود الوطنية - مما يجعل الدولة نفسها ترقى فعلياً إلى شركة عملاقة. |
| سيبرقراطية      | شكل نظري للحكومة حيث يتم الحكم فيه بالاستخدام الفعال للمعلومات. |
| ماجوقراطية ‏     | الحكم من خلال حكومة يكون صاحب أعلى سلطة فيها ساحراً. غالباً ما يكون هذا مشابهاً للنظام الثيوقراطي المنظم. |
| يونيوقراطية     | الحكم من خلال تفرد جميع العقول البشرية المتصلة عبر شكل من أشكال التخاطر التقني أو غير التقني الذي يعمل كشكل من أشكال الكمبيوتر الفائق لاتخاذ القرارات بناءً على التجارب النمطية المشتركة لتقديم قرارات عادلة ودقيقة للمشكلات عند وصولها. يُعرف أيضًا باسم مبدأ "عقل الخلية" ، وهو يختلف عن التصويت في أن كل شخص يتخذ قراراً بينما في "الخلية" تعمل المشابك العصبية لجميع العقول معاً متبعة مساراً أطول للذكريات لاتخاذ قرار "واحد". |